# Europastraße 981
Die Europastraße 981 (kurz: E 981) ist eine Europastraße, die die anatolischen Städte Afyonkarahisar, Konya und Ereğli miteinander verbindet. Sie gilt als wichtige Verbindung von der türkischen Ägäisküste in die Çukurova-Ebene im Südosten der Türkei.

## Verlauf
Die Europastraße 981 beginnt in Afyonkarahisar an der Europastraße 96 und verläuft von dort südostwärts auf der D 300 nach Konya. Von dort verläuft sie auf der D 330 über Karapınar und Ereğli bis zur Autobahn O-21, wo die E 981 an die Europastraße 90 anschließt.